# Monte Zebio
Il Monte Zebio è una montagna dell'Altopiano dei Sette Comuni la cui sommità raggiunge i 1.717  metri sopra il livello del mare. Vi si svolsero importanti battaglie della prima guerra mondiale. L'intera zona è un sacrario militare ed è sede di un museo all'aperto della Grande Guerra. 

## Storia

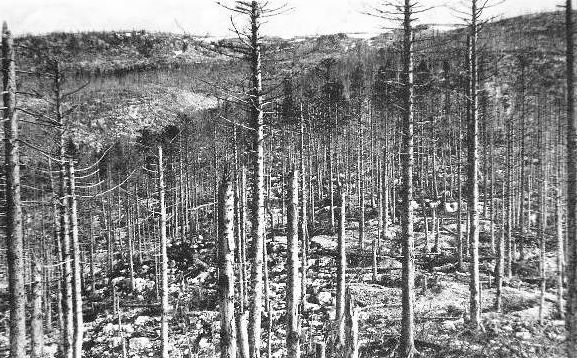
I boschi distrutti sul monte Zebio dopo la guerra

Sulla montagna si svolsero importanti battaglie durante la Frühjahrsoffensive (giugno 1916), quando forti reparti imperiali (in particolare il 3º reggimento Schützen di Graz e il 73º reggimento "von Württemberg") avanzavano in direzione delle Melette e di Asiago. Successivamente al ripiegamento volontario causato dall'Offensiva Brusilov sul fronte russo, sulla sommità della montagna venne creata una imponente trincea da parte dei reparti austroungarici, che collegava il settore dello Zebio con altri importanti capisaldi (Mosciagh, Colombara, Zingarella, Forno, Chiesa, Campigoletti, Ortigara). I soldati italiani tentarono a più riprese di riconquistare la vetta, prima durante l'Operazione K, poi, a partire dal 10 giugno 1917, con la Battaglia del monte Ortigara. L'8 giugno 1917 tuttavia (due giorni prima di sferrare l'attacco iniziale), alle ore 17:30, per cause mai chiarite (si pensa ad un fulmine) scoppiò sulla cima dello Zebio una galleria di mina che i soldati italiani avevano predisposto, scavata già a partire dall'autunno precedente, per preparare l'attacco. La mina uccise o seppellì vivi decine di soldati italiani ed austroungarici oltre che molti ufficiali della Brigata Catania che si trovavano in loco quel giorno in previsione dell'imminente attacco al settore Zebio - Ortigara.
Tutti i tentativi successivi di conquista della Winterstellung si infransero contro la linea imperialregia; molti di questi episodi sono raccontati nel libro Un anno sull'Altipiano di Emilio Lussu, ufficiale della Brigata Sassari, reparto che conquistò proprio sullo Zebio una delle sue quattro medaglie d'oro alla bandiera (altre due medaglie d'oro vennero conferite per battaglie avvenute sempre sull'altopiano vicentino).
Nell'estate del 2007 si è svolta una rievocazione storica delle battaglie qui avvenute e, sempre nello stesso anno, la città di Asiago ha donato ai Comuni della Sardegna l'area del cimitero della Brigata Sassari per 99 anni. Una seconda area cimiteriale è in fase di restauro.

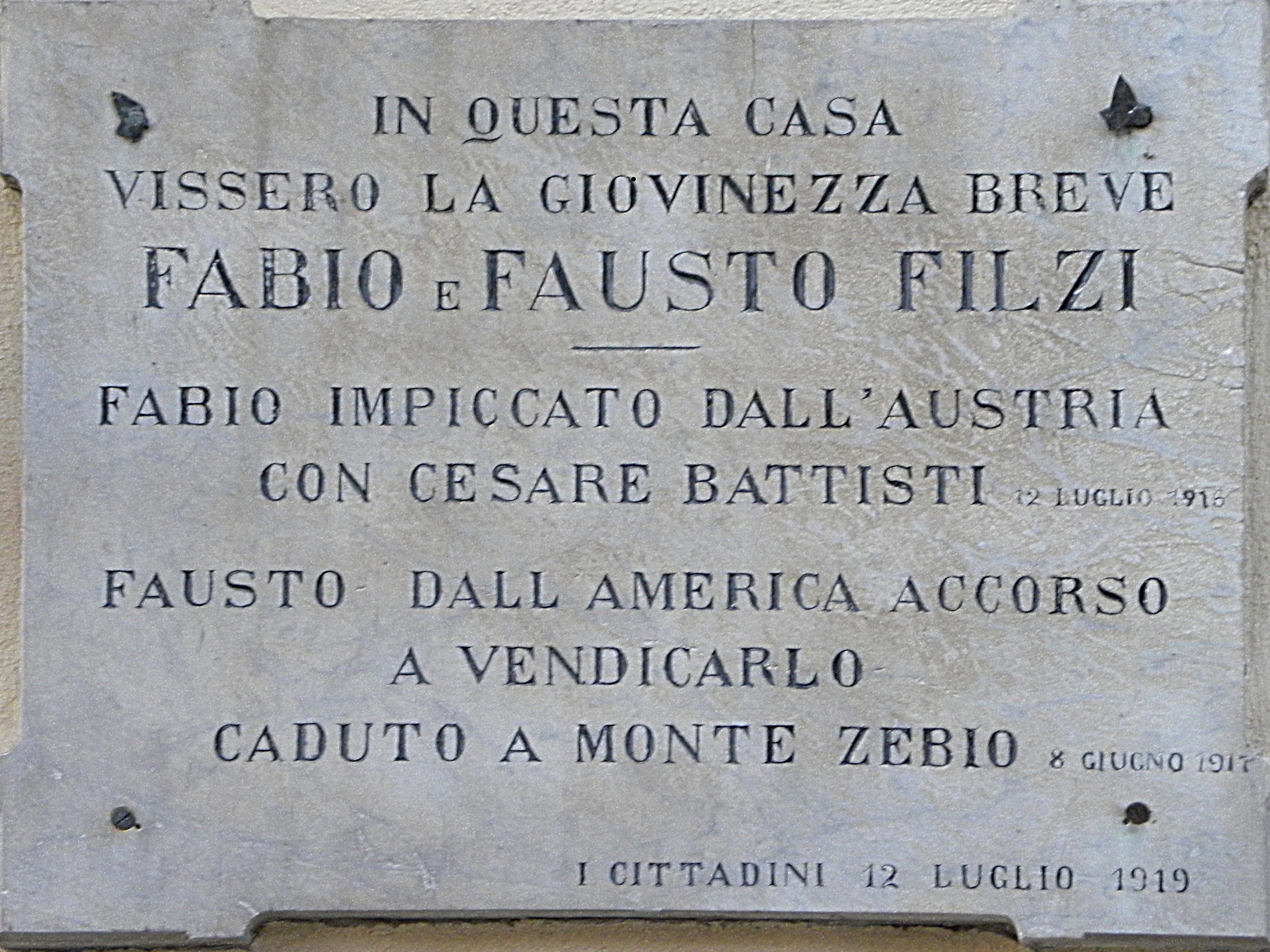
La lapide (sulla casa natale di Rovereto) che ricorda l'irredento Fausto Filzi (fratello di Fabio) caduto presso località croce di S. Antonio.
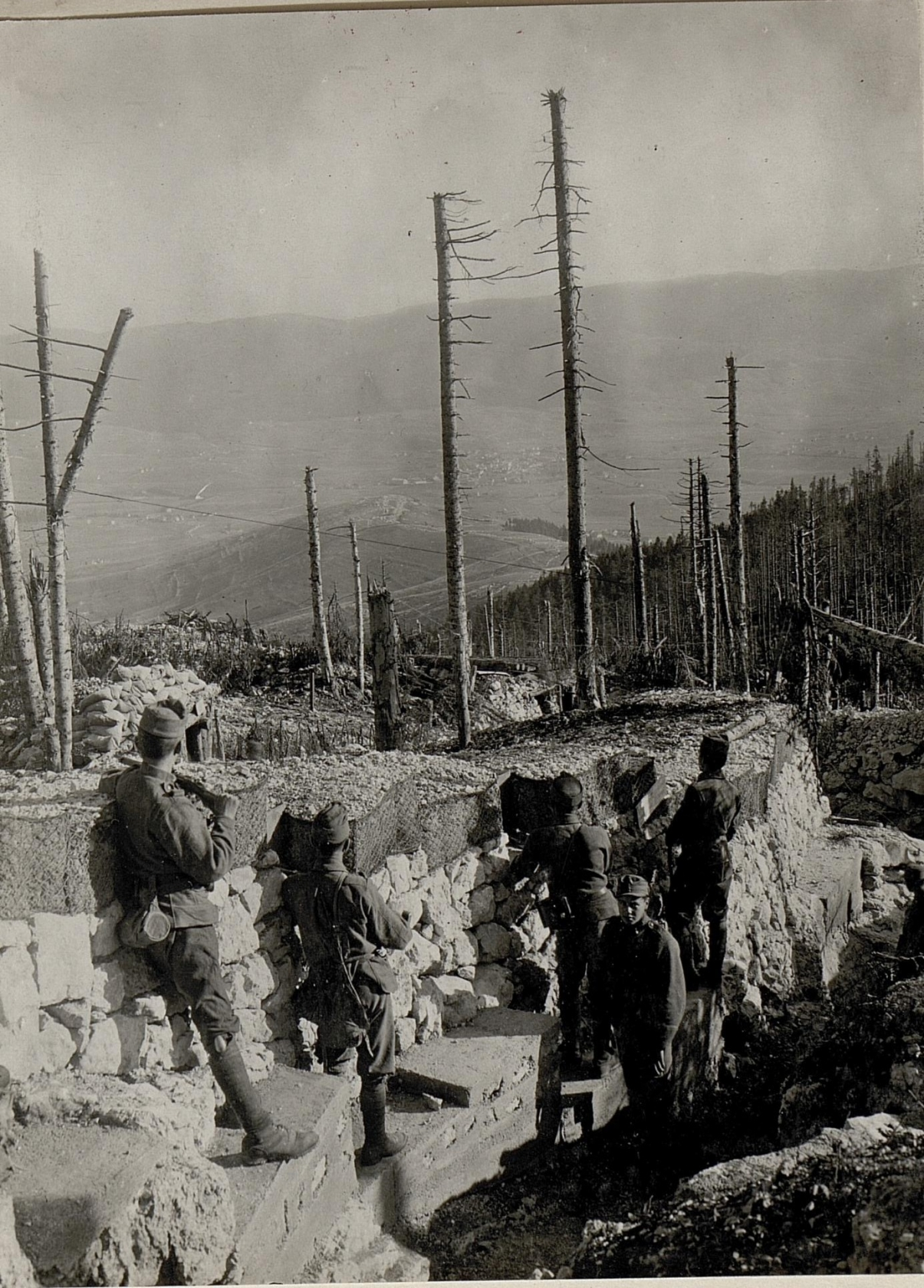
Trincea di prima linea con soldati austroungarici sullo Zebio.
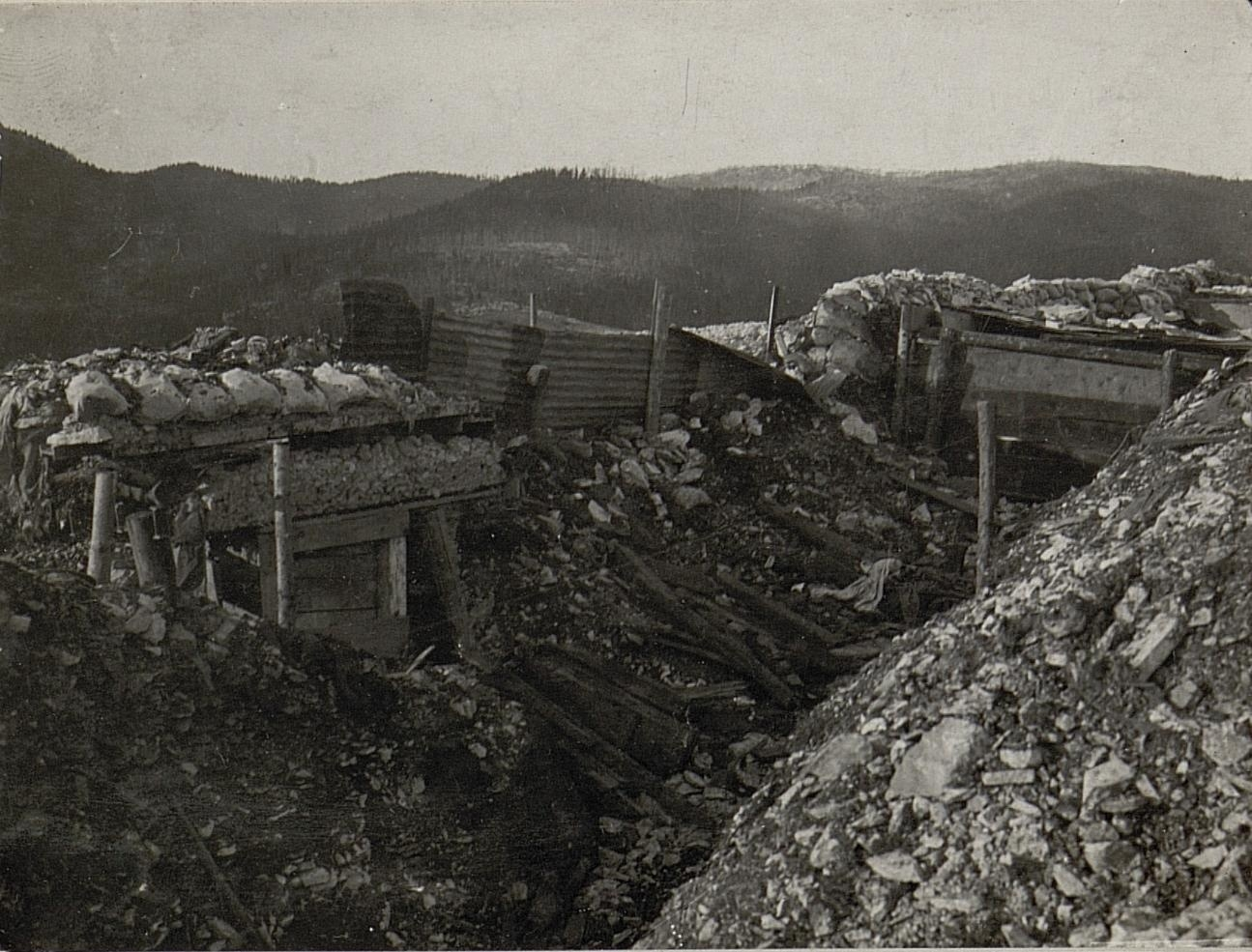
Posizione italiana conquistata dai soldati dell'impero il 10 settembre 1917 sul Monte Katz. Sullo sfondo Monte Zebio.
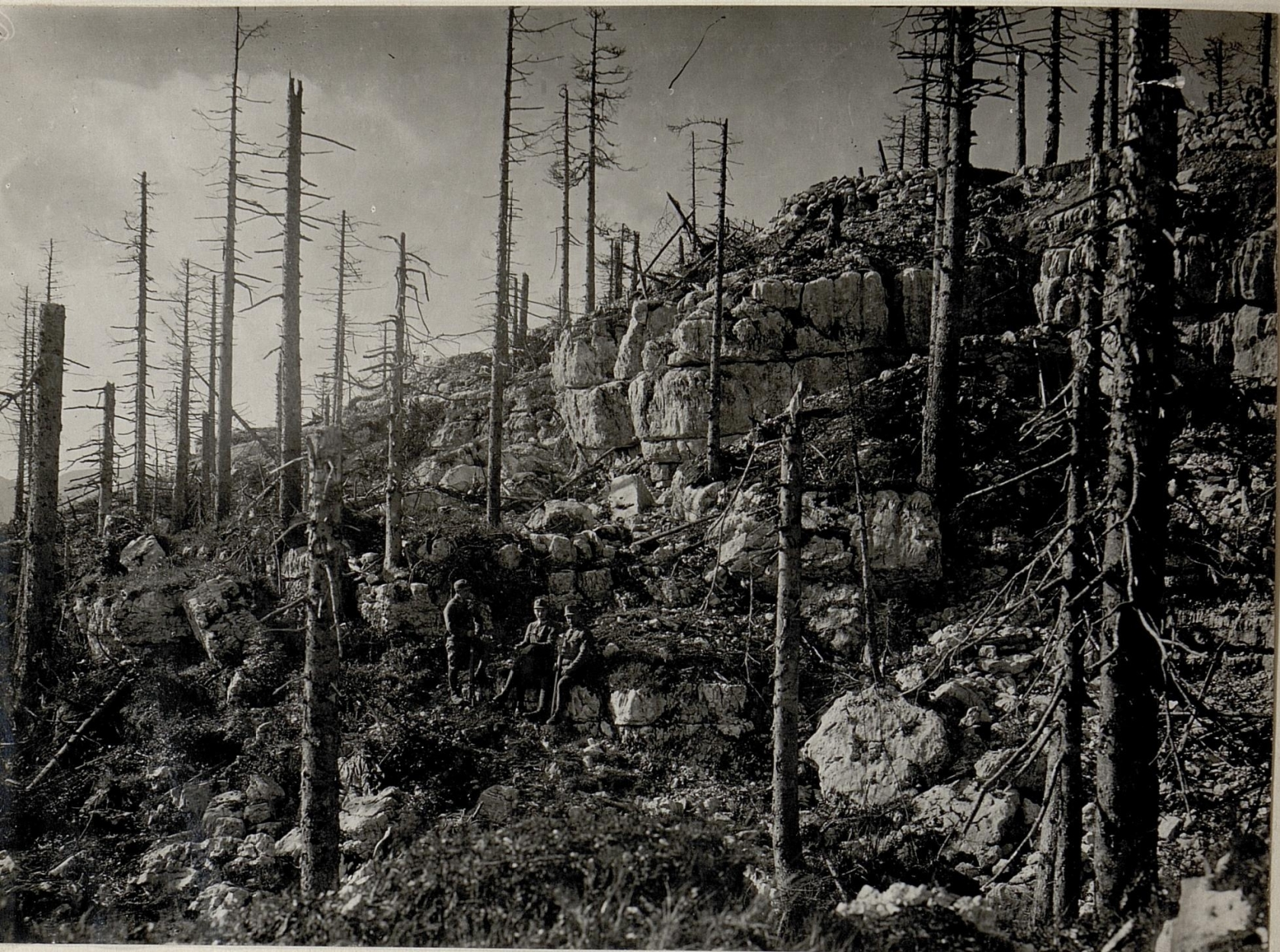
Reparti a.u. tra i boschi dello Zebio devastati.
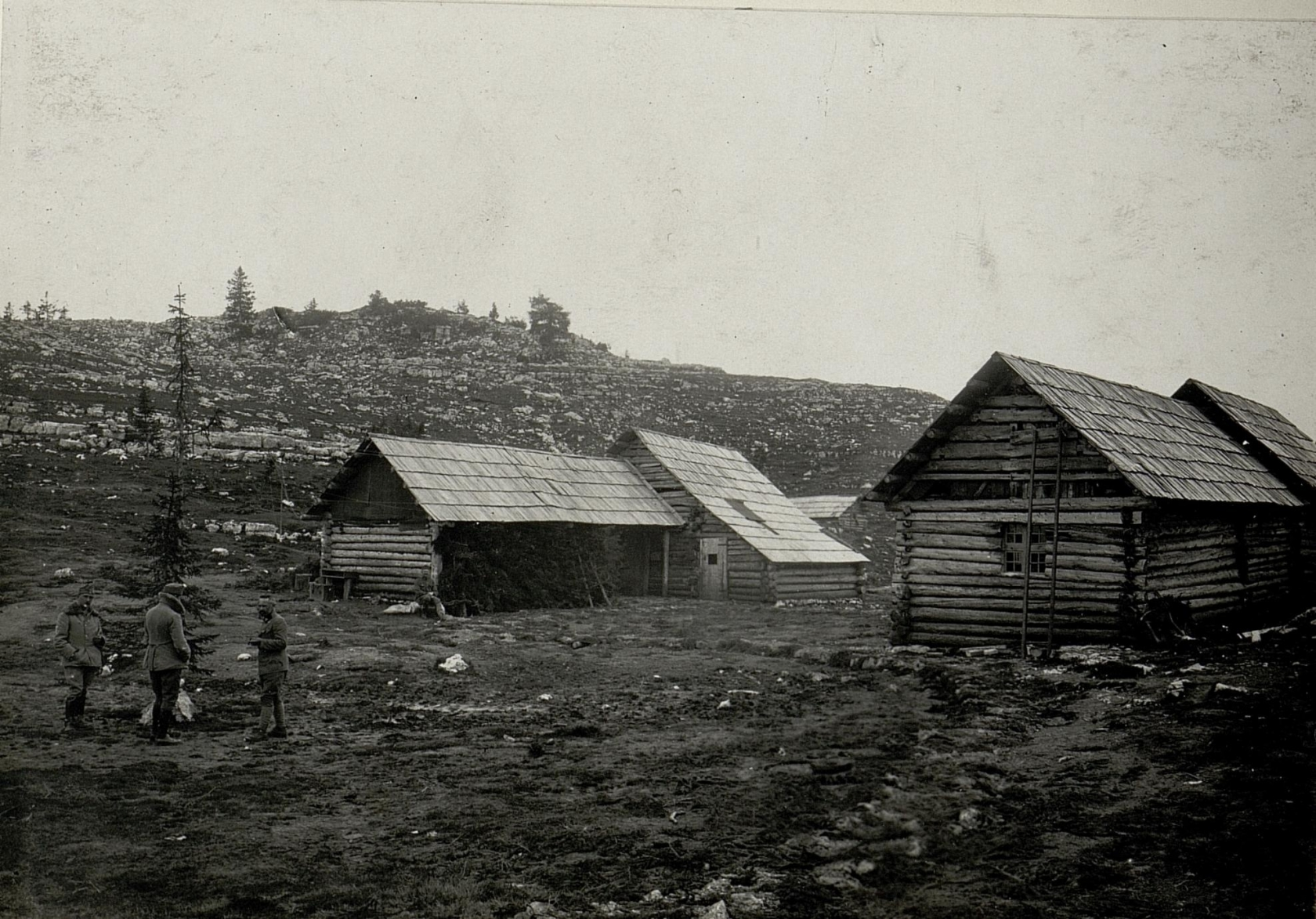
19 giugno 1916: i primi soldati imperiali occupano la zona di malga Zebio.
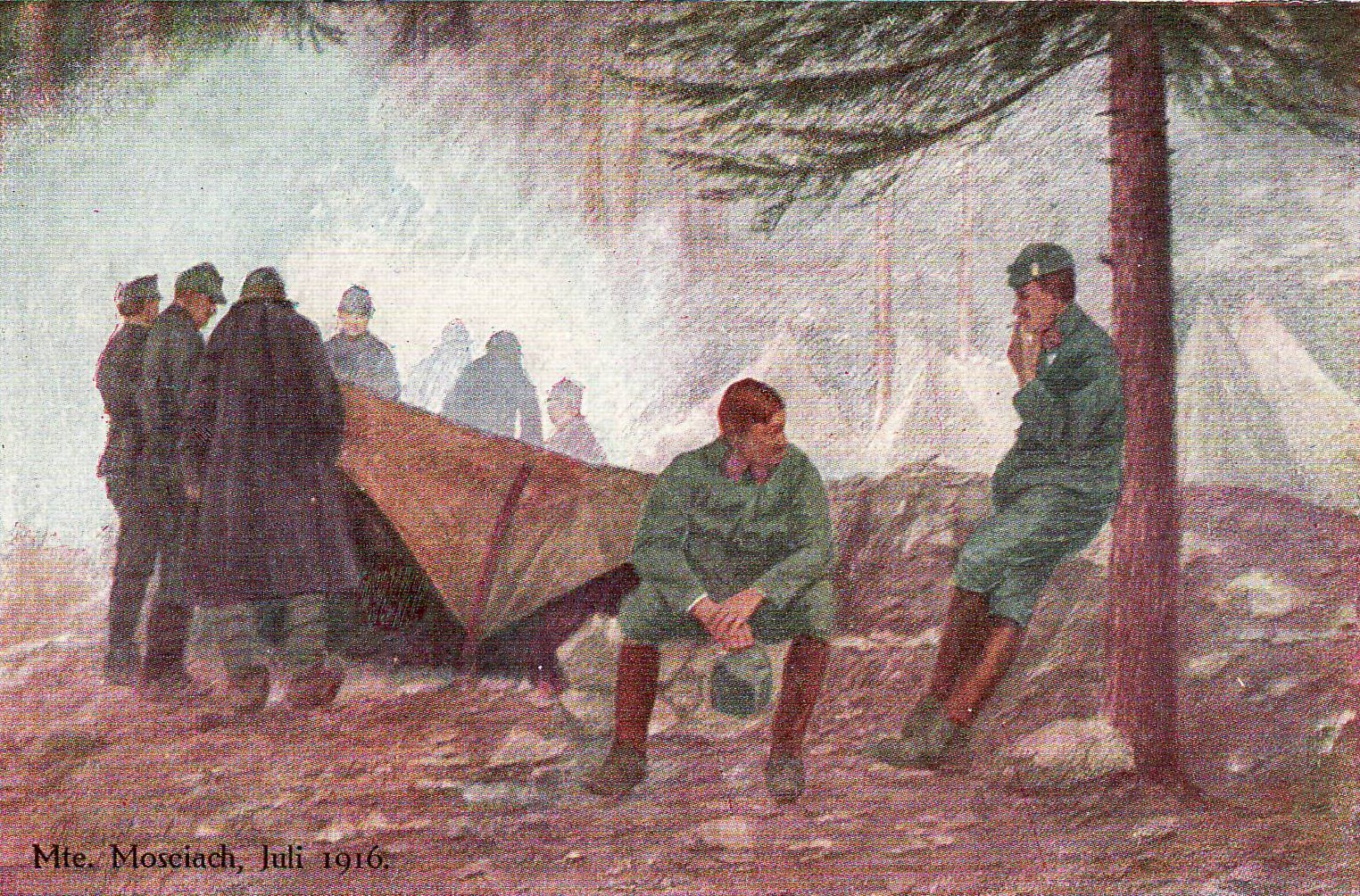
Un disegno che ritrae reparti in sosta del K.u.k. Infanterieregiment N. 73 sul Monte Mosciagh pronti per avanzare verso lo Zebio.

## Museo all'aperto della Grande Guerra
L'intera zona è considerata sacra e vi è stato istituito un museo all'aperto della Grande Guerra, incluso in seguito nel progetto più ampio dell'Ecomuseo della Grande Guerra nelle Prealpi Vicentine.

## Rifugi
Nei pressi della cima si trovano due bivacchi: il bivacco Stalder ed il bivacco dell'Angelo.